# راسل ای. دوگرتی
راسل الیوت دوگرتی (به انگلیسی: Russell E. Dougherty) (۱۵ نوامبر ۱۹۲۰–۷ سپتامبر ۲۰۰۷) فرمانده فرماندهی استراتژیک هوایی و مدیر برنامه‌ریزی هدف استراتژیک (ستاد برنامه‌ریزی هدف استراتژیک مشترک)، در پایگاه نیروی هوایی اوففوت، نبراسکا بود.
ژنرال دوگرتی از دانشگاه کنتاکی غربی، دانشکده حقوق دانشگاه لوئیزویل و کالج ملی جنگ فارغ‌التحصیل شد. علاوه بر این، ژنرال دوگرتی دارای مدرک دکترای افتخاری حقوق از دانشگاه آکرون، مدرک دکترای افتخاری علوم از کالج وست مینستر، و «استاد قدیمی» دانشگاه پوردو است.